# 氯酸亚锡
氯酸亚锡是一种无机化合物，化学式为Sn(ClO3)2，其中锡的化合价为+2价，不稳定。
有文献对其ΔHfθ进行计算，−ΔHfθ(Sn(ClO3)2) = 46±15 Kcal/mol。一份专利指出，氯酸亚锡可以作为加速紫外线固化作用的催化剂组分之一。